# Liste deutscher U-Boote (1935–1945)/U 251–U 500
Deutsche U-Boote (1935–1945):
U 1–U 250 | U 251–U 500 | U 501–U 750 | U 751–U 1000 | U 1001–U 1250 | U 1251–U 1500 | U 1501–U 4870

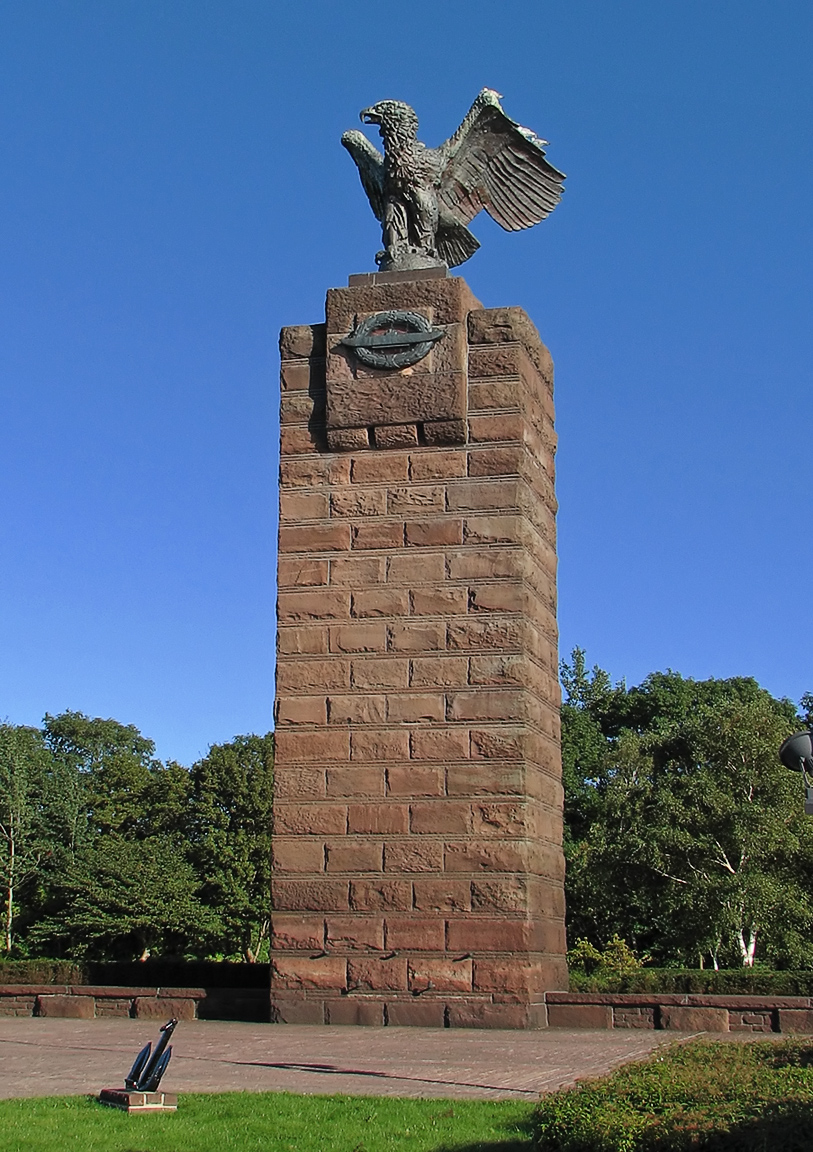
U-Boot-Ehrenmal Möltenort

Die Liste deutscher U-Boote (1935–1945)/U 251–U 500 behandelt die von der Kriegsmarine im Zweiten Weltkrieg eingesetzten U-Boote U 251 bis U 500.

## Legende
Zum Schicksal der U-Boote (Stichdatum 8. Mai 1945):
- † = durch Feindeinwirkung zerstört
- ? = im Einsatz vermisst
- § = vom Feind aufgebracht, gekapert oder erbeutet
- × = Unfall oder selbst versenkt
- A = Außerdienststellung (verschrottet, abgewrackt oder einer anderen Verwendung zugeführt)

## U 251–U 300
| Schiff | Klasse       | Indienststellung | Außerdienststellung |   | Bemerkung |
| ------ | ------------ | ---------------- | ------------------- | - | --- |
| U 251  | VII C        | 20. Sep. 1941    | 19. Apr. 1945       | † | Durch britische und norwegische Flugzeuge im Kattegat versenkt (39 Tote) |
| U 252  | VII C        | 4. Okt. 1941     | 14. Apr. 1942       | † | Durch Sloop HMS Stork und Korvette HMS Vetch südwestlich von Irland versenkt, Totalverlust |
| U 253  | VII C        | 21. Okt. 1941    | 25. Sep. 1942       | † | nordwestlich von Island verschollen, Totalverlust |
| U 254  | VII C        | 8. Nov. 1941     | 8. Dez. 1942        | × | Gesunken nach Kollision mit U 221, (41 Tote) |
| U 255  | VII C        | 29. Nov. 1941    | 8. Mai 1945         | × | Während Operation Deadlight von den Alliierten am 13. Dezember 1945 versenkt |
| U 256  | VII C U-FLAK | 18. Dez. 1941    | 18. Okt. 1944       | A | Ab 23. Oktober 1944 teildemontiert in Bergen |
| U 257  | VII C        | 14. Jan. 1942    | 24. Feb. 1944       | † | Im Nordatlantik durch HMCS Waskesui und HMS Nene versenkt (30 Tote) |
| U 258  | VII C        | 4. Feb. 1942     | 20. Mai 1943        | † | Im Nordatlantik auf der Position 55° 18′ N, 27° 49′ W von einer britischen B-24 Liberator der Sqdn. 120/P mit Wasserbomben angegriffen und mit kompletter Besatzung (49 Mann) gesunken.                           |
| U 259  | VII C        | 18. Feb. 1942    | 15. Nov. 1942       | † | Nördlich von Algier versenkt, Kommandant und Besatzung gefallen |
| U 260  | VII C        | 14. März 1942    | 14. März 1945       | † | Durch Grundminendetonation am 12. März 1945 so stark beschädigt, dass das Boot am 14. März aufgegeben werden musste                                                                                               |
| U 261  | VII C        | 28. März 1942    | 15. Sep. 1942       | † | Durch Flugzeug versenkt, Totalverlust |
| U 262  | VII C        | 15. Apr. 1942    | 2. Apr. 1945        | × | Im Dezember 1944 in Gotenhafen durch Bombenangriff beschädigt. In Kiel am 2. April 1945 ausgemustert, 1947 verschrottet                                                                                           |
| U 263  | VII C        | 6. Mai 1942      | 20. Jan. 1944       | † | Im Golf von Biskaya auf durch Flugzeug gelegte Mine gelaufen, Totalverlust |
| U 264  | VII C        | 22. Mai 1942     | 19. Feb. 1944       | † | Im Nordatlantik durch Woodpecker und Starling versenkt (keine Toten) |
| U 265  | VII C        | 6. Juni 1942     | 3. Feb. 1944        | † | Durch Flugzeug südlich von Island versenkt, Totalverlust |
| U 266  | VII C        | 24. Juni 1942    | 15. Mai 1943        | † | Im Nordatlantik durch Flugzeug versenkt, Totalverlust |
| U 267  | VII C        | 11. Juli 1942    | 4. Mai 1945         | × | selbst versenkt |
| U 268  | VII C        | 29. Juli 1942    | 19. Feb. 1943       | † | Im Golf von Biskaya durch Flugzeug versenkt, Totalverlust |
| U 269  | VII C        | 19. Aug. 1942    | 25. Juni 1944       | † | Durch Wasserbomben von der Fregatte HMS Bickerton versenkt, (13 Tote). Das Wrack wurde 1951 gefunden, als man das gesunkene britische U-Boot Affray suchte                                                        |
| U 270  | VII C        | 5. Sep. 1942     | 13. Aug. 1944       | † | Im Golf von Biskaya durch Flugzeug versenkt (10 Tote) |
| U 271  | VII C        | 23. Sep. 1942    | 28. Jan. 1944       | † | Durch Flugzeug versenkt, Totalverlust |
| U 272  | VII C        | 7. Okt. 1942     | 12. Nov. 1942       | × | Nach Kollision mit U 634 in der Nähe von Hela gesunken (29 Tote) |
| U 273  | VII C        | 21. Okt. 1942    | 19. Mai 1943        | † | Südwestlich von Island durch Flugzeug versenkt, Totalverlust |
| U 274  | VII C        | 7. Nov. 1942     | 23. Okt. 1943       | † | Südwestlich von Island durch Wasserbomben von HMS Duncan, HMS Vidette und Flugzeug versenkt, Totalverlust |
| U 275  | VII C        | 25. Nov. 1942    | 10. März 1945       | † | Im Ärmelkanal auf Mine gelaufen, Totalverlust |
| U 276  | VII C        | 9. Dez. 1942     | 29. Sep. 1944       | A | In Neustadt in Holstein schwer beschädigt und als schwimmender Generator weiterverwendet, 1945 abgebrochen. |
| U 277  | VII C        | 21. Dez. 1942    | 1. Mai 1944         | † | Vor der Bäreninsel, beim Angriff auf den Nordmeergeleitzug RA 59, durch Wasserbomben von Flugzeug der HMS Fencer versenkt, Totalverlust                                                                           |
| U 278  | VII C        | 16. Jan. 1943    | 8. Mai 1945         | A | Während Operation Deadlight am 31. Dezember 1945 versenkt |
| U 279  | VII C        | 3. Feb. 1943     | 4. Okt. 1943        | † | Südwestlich von Island durch Wasserbomben von Flugzeug versenkt, Totalverlust |
| U 280  | VII C        | 13. Feb. 1943    | 16. Nov. 1943       | † | Südwestlich von Island durch Wasserbomben von Flugzeug versenkt, Totalverlust |
| U 281  | VII C        | 27. Feb. 1943    | 8. Mai 1945         | A | In Kristiansand-Süd erbeutet und am 30. November 1945 anlässlich Operation Deadlight versenkt. |
| U 282  | VII C        | 13. März 1943    | 29. Okt. 1943       | † | Südöstlich von Grönland durch Wasserbomben von HMS Vidette, HMS Duncan und HMS Sunflower versenkt, Totalverlust                                                                                                   |
| U 283  | VII C        | 31. März 1943    | 11. Feb. 1944       | † | Südwestlich der Färöerinseln durch Wasserbomben eines kanadischen Flugzeug versenkt, Totalverlust |
| U 284  | VII C        | 14. Apr. 1943    | 21. Dez. 1943       | × | Durch schwere See gesunken, Besatzung durch U 629 gerettet. |
| U 285  | VII C        | 15. Mai 1943     | 15. Apr. 1945       | † | Südwestlich von Island durch Wasserbomben von HMS Grindal und HMS Keats versenkt, Totalverlust |
| U 286  | VII C        | 5. Juni 1943     | 29. Apr. 1945       | † | In der Barentssee nördlich Murmansk durch Wasserbomben von HMS Loch Insh, HMS Anguilla und HMS Cotton versenkt, Totalverlust                                                                                      |
| U 287  | VII C        | 22. Sep. 1943    | 16. Mai 1945        | † | In Elbe auf Mine gelaufen – es wird spekuliert ob mit Absicht –, (keine Toten) |
| U 288  | VII C        | 26. Juni 1943    | 3. Apr. 1944        | † | In der Barentssee beim Angriff auf den Nordmeergeleitzug JW 58 durch Wasserbomben von Flugzeugen der HMS Activity und HMS Tracker versenkt, Totalverlust                                                          |
| U 289  | VII C        | 10. Juli 1943    | 31. Mai 1944        | † | In der Barentssee durch Wasserbomben von HMS Milne versenkt, Totalverlust |
| U 290  | VII C        | 24. Juli 1943    | 4. Mai 1945         | × | In der Kupfermühlenbucht selbst versenkt |
| U 291  | VII C        | 4. Aug. 1943     | 8. Mai 1945         | A | In Wilhelmshaven erbeutet und am 20. Dezember 1945 anlässlich der Operation Deadlight versenkt |
| U 292  | VII C41      | 25. Aug. 1943    | 27. Mai 1944        | † | Westlich von Trondheim durch Wasserbomben von Flugzeug versenkt, Totalverlust |
| U 293  | VII C41      | 8. Sep. 1943     | 8. Mai 1945         | A | Am 13. Dezember 1945 anlässlich der Operation Deadlight versenkt |
| U 294  | VII C41      | 4. Okt. 1943     | 8. Mai 1945         | A | In Narvik erbeutet und am 31. Dezember 1945 anlässlich der Operation Deadlight versenkt |
| U 295  | VII C41      | 20. Okt. 1943    | 8. Mai 1945         | A | In Narvik erbeutet und am 17. Dezember 1945 anlässlich der Operation Deadlight versenkt |
| U 296  | VII C41      | 3. Nov. 1943     | 12. März 1945       | ? | Im Ärmelkanal vermisst, vermutlich auf Mine gelaufen |
| U 297  | VII C41      | 17. Nov. 1943    | 6. Dez. 1944        | † | Westlich von Yesnaby (Orkneyinsel) mit Wasserbomben von Flugzeug versenkt, Totalverlust. Das Wrack wurde Mai 2000 in 73 m Wassertiefe entdeckt.                                                                   |
| U 298  | VII C41      | 1. Dez. 1943     | 8. Mai 1945         | A | In Bergen erbeutet und am 29. November 1945 anlässlich der Operation Deadlight versenkt. |
| U 299  | VII C41      | 15. Dez. 1943    | 8. Mai 1945         | A | In Bergen erbeutet und am 4. Dezember 1945 anlässlich der Operation Deadlight versenkt. |
| U 300  | VII C41      | 29. Dez. 1943    | 22. Feb. 1945       | † | Westlich von Cádiz im Nordatlantik durch Wasserbomben von HMS Recruit und HMS Pincher beschädigt und am frühen Morgen des 22. Februar 1945 selbst versenkt (8+2 (Gefangenschaft) Tote darunter Kommandant und LI) |

## U 301–U 350
| Schiff | Klasse  | Indienststellung | Außerdienststellung           |       | Bemerkung |
| ------ | ------- | ---------------- | ----------------------------- | ----- | --- |
| U 301  | VII C   | 9. Mai 1942      | 21. Jan. 1943                 | †     | Durch britisches U-Boot Sahib im Mittelmeer versenkt, Totalverlust |
| U 302  | VII C   | 16. Juni 1942    | 6. Apr. 1944                  | †     | Westlich der Azoren durch Wasserbomben von HMS Swale versenkt, Totalverlust |
| U 303  | VII C   | 7. Juli 1942     | 21. Mai 1943                  | †     | Durch britisches U-Boot Sickle im Mittelmeer versenkt, Totalverlust |
| U 304  | VII C   | 5. Aug. 1942     | 28. Mai 1943                  | †     | Südöstlich von Kap Farvel (Grönland) durch Wasserbomben von Flugzeug versenkt, Totalverlust |
| U 305  | VII C   | 17. Sep. 1942    | 17. Jan. 1944                 | †     | Im Nordatlantik durch Wasserbomben von HMS Wanderer und HMS Glenarm versenkt, Totalverlust |
| U 306  | VII C   | 21. Okt. 1942    | 31. Okt. 1943                 | †     | Westlich der Azoren durch Wasserbomben von HMS Whitehall und HMS Geranium versenkt, Totalverlust |
| U 307  | VII C   | 18. Nov. 1942    | 29. Apr. 1945                 | †     | In der Barentssee vor Murmansk, beim Angriff auf den Nordmeergeleitzug RA 66, durch Wasserbomben von HMS Loch Insh versenkt (37 Tote) |
| U 308  | VII C   | 23. Dez. 1942    | 4. Juni 1943                  | †     | Nordöstlich der Färöerinseln durch Torpedo von britischem U-Boot HMS Truculent versenkt, Totalverlust |
| U 309  | VII C   | 27. Jan. 1943    | 16. Feb. 1945                 | †     | In der Nordsee östlich Moray Firth durch Wasserbomben von HMCS St. John versenkt, Totalverlust |
| U 310  | VII C   | 24. Feb. 1943    | 8. Mai 1945                   | §     | In Trondheim erbeutet und im März 1947 abgebrochen |
| U 311  | VII C   | 23. März 1943    | 22. Apr. 1944                 | †     | Südwestlich von Irland durch Wasserbomben von HMCS Matane und HMCS Swansea versenkt, Totalverlust |
| U 312  | VII C   | 21. Apr. 1943    | 8. Mai 1945                   | §     | In Narvik erbeutet und am 29. November 1945 anlässlich der Operation Deadlight versenkt |
| U 313  | VII C   | 20. Mai 1943     | 8. Mai 1945                   | §     | In Narvik erbeutet und am 27. Dezember 1945 anlässlich der Operation Deadlight versenkt |
| U 314  | VII C   | 9. Juni 1942     | 30. Jan. 1944                 | †     | Südöstlich der Bäreninsel durch Wasserbomben, vom Geleitschutz des Nordmeergeleitzuges JW 56B, HMS Whitehall und HMS Meteor versenkt, Totalverlust |
| U 315  | VII C   | 7. Juli 1942     | 1. Mai 1945                   | A     | Am 1. Mai 1945 in Trondheim schwer beschädigt, 1947 abgebrochen |
| U 316  | VII C   | 5. Aug. 1942     | 2. Mai 1945                   | ×     | Nähe Travemünde selbst versenkt |
| U 317  | VII C41 | 23. Okt. 1943    | 26. Juni 1944                 | †     | Nordöstlich der Shetlandinseln durch Wasserbomben eines Flugzeuges versenkt, Totalverlust |
| U 318  | VII C41 | 13. Nov. 1943    | 8. Mai 1945                   | §     | In Narvik erbeutet und am 21. Dezember 1945 anlässlich der Operation Deadlight versenkt |
| U 319  | VII C41 | 4. Dez. 1943     | 15. Juli 1944                 | †     | In der Nordsee südöstlich von Lindesnes durch Wasserbomben eines Flugzeuges versenkt, Totalverlust |
| U 320  | VII C41 | 30. Dez. 1943    | 8. Mai 1945 bzw. 10. Mai 1945 | (†) × | Westlich von Bergen durch Wasserbomben von Flugzeug am 8. Mai schwer beschädigt. Erst nach 2 Tagen war Auftauchen möglich. Nach Evakuierung selbst versenkt |
| U 321  | VII C41 | 20. Jan. 1944    | 2. Apr. 1945                  | †     | Südwestlich von Irland durch Wasserbomben eines polnischen Flugzeuges versenkt, Totalverlust |
| U 322  | VII C41 | 5. Feb. 1944     | 25. Nov. 1944                 | †     | Am 24. November 1944 durch Flugzeug beschädigt, am folgenden Tag durch HMS Ascension versenkt, Totalverlust |
| U 323  | VII C41 | 2. März 1944     | 3. Mai 1945                   | ×     | In Nordenham selbst versenkt |
| U 324  | VII C41 | 5. Apr. 1944     | 8. Mai 1945                   | §     | In Bergen erbeutet, 1947 abgebrochen |
| U 325  | VII C41 | 6. Mai 1944      | 7. Apr. 1945                  | †     | Nahe Newquay auf eine Mine gelaufen (52 Tote, Totalverlust), Wrack 2006 gefunden |
| U 326  | VII C41 | 6. Juni 1944     | 25. Apr. 1945                 | †     | Im Golf von Biskaya westlich Brest von Torpedo eines amerikanischen Flugzeuges versenkt, Totalverlust |
| U 327  | VII C41 | 18. Juli 1944    | 27. Feb. 1945                 | †     | Im westlichen Ärmelkanal durch HMS Labuan, HMS Loch Fada und Wild Goose versenkt, Totalverlust |
| U 328  | VII C41 | 19. Sep. 1944    | 8. Mai 1945                   | §     | In Bergen erbeutet und am 30. November 1945 anlässlich der Operation Deadlight versenkt |
| U 329  | VII C41 |                  |                               |       | Am 16. Juli 1942 in Auftrag gegeben, Kiellegung 15. Juli 1943. Bau am 30. September 1943 ausgesetzt und am 22. Juli 1944 abgebrochen. Das unvollendete U-Boot wurde später abgewrackt                                                                            |
| U 330  | VII C41 |                  |                               |       | Am 16. Juli 1942 in Auftrag gegeben, Kiellegung 3. August 1943. Bau am 30. September 1943 ausgesetzt und am 22. Juli 1944 abgebrochen. Das unvollendete U-Boot wurde später abgewrackt                                                                           |
| U 331  | VII C   | 31. März 1941    | 17. Nov. 1942                 | †     | Nordwestlich von Algier versenkt von Flugzeugen des britischen Flugzeugträgers HMS Formidable, (32 Tote) |
| U 332  | VII C   | 7. Juni 1941     | 29. Apr. 1943                 | †     | Im Golf von Biskaya durch Wasserbomben eines Flugzeuges versenkt, Totalverlust |
| U 333  | VII C   | 25. Aug. 1941    | 31. Juli 1944                 | †     | Westlich der Scilly-Inseln durch Wasserbomben von Starling und Loch Killin versenkt, Totalverlust |
| U 334  | VII C   | 9. Okt. 1941     | 14. Juni 1943                 | †     | Südwestlich von Island durch Wasserbomben von HMS Jed und HMS Pelican versenkt, Totalverlust |
| U 335  | VII C   | 17. Dez. 1941    | 3. Aug. 1942                  | †     | Nordöstlich der Färöerinseln durch Torpedo vom englischen U-Boot Saracen versenkt, (43 Tote) |
| U 336  | VII C   | 14. Feb. 1942    | 5. Okt. 1943                  | †     | Südwestlich von Island durch eine Lockheed Hudson Nr. 'F' vom RAF Geschwader 269 versenkt, Totalverlust |
| U 337  | VII C   | 6. Mai 1942      | 15. Jan. 1943                 | ?     | Seit dem 3. Januar 1943 im Nordatlantik vermisst |
| U 338  | VII C   | 4. Apr. 1942     | 21. Sep. 1943                 | ?     | Seit dem 20. September 1943 im Nordatlantik vermisst |
| U 339  | VII C   | 25. Aug. 1942    | 3. Mai 1945                   | ×     | In Wilhelmshaven selbst versenkt |
| U 340  | VII C   | 16. Okt. 1942    | 2. Nov. 1943                  | †     | 3 Feindfahrten, keine Erfolge. Nähe Tanger bei 35° 33′ N, 6° 37′ W durch Wasserbomben der britischen Sloop Fleetwood, der britischen Zerstörer Active, Witherington und eines Vickers-Wellington-Bomber versenkt (1 Toter; 48 Überlebende)                       |
| U 341  | VII C   | 28. Nov. 1942    | 19. Sep. 1943                 | †     | Südwestlich von Island durch Wasserbomben eines kanadischen Flugzeuges versenkt, Totalverlust |
| U 342  | VII C   | 12. Jan. 1943    | 17. Apr. 1944                 | †     | Südwestlich von Island durch Wasserbomben eines kanadischen Flugzeuges versenkt, Totalverlust |
| U 343  | VII C   | 18. Feb. 1943    | 10. März 1944                 | †     | Südlich von Sardinien durch Wasserbomben von HMS Mull versenkt, Totalverlust |
| U 344  | VII C   | 26. März 1943    | 22. Aug. 1944                 | †     | Nordwestlich der Bäreninsel beim Angriff auf den Nordmeergeleitzug JW 59 durch Wasserbomben eines Flugzeuges der HMS Vindex versenkt, Totalverlust |
| U 345  | VII C   | 4. Mai 1943      | 13. Dez. 1943                 | †     | In Kiel durch Luftangriff schwer beschädigt, 23. Dezember 1943 ausgemustert. Am 27. Dezember 1945 während der Überführung nach Großbritannien vor Warnemünde auf Mine gelaufen und gesunken                                                                      |
| U 346  | VII C   | 7. Juni 1943     | 20. Sep. 1943                 | ×     | In der Ostsee nähe Hela bei Tauchunfall gesunken (37 Tote) |
| U 347  | VII C   | 7. Juli 1943     | 17. Juli 1944                 | †     | Westlich von Narvik durch Wasserbomben eines Flugzeuges versenkt, Totalverlust |
| U 348  | VII C   | 10. Aug. 1943    | 30. März 1945                 | †     | Bei Luftangriff auf Hamburg in Werft gesunken, gehoben und verschrottet (3 Tote) |
| U 349  | VII C   | 8. Sep. 1943     | 5. Mai 1945                   | ×     | In der Geltinger Bucht selbst versenkt |
| U 350  | VII C   | 7. Okt. 1943     | 30. März 1945                 | †     | Ausbildungsboot stationiert in Gotenhafen und ab 1. März 1945 in Hamburg. Vor der ersten Feindfahrt bei einem Luftangriff ohne Besatzung an Bord in Hamburg-Finkenwerder im Werfthafen vor dem U-Boot Bunker Fink II durch Fliegerbomben gekentert und gesunken. |

## U 351–U 400
| Schiff | Klasse | Indienststellung | Außerdienststellung |   | Bemerkung |
| ------ | ------ | ---------------- | ------------------- | - | --- |
| U 351  | VII C  | 20. Juni 1941    | 5. Mai 1945         | × | Im Höruper Haff selbst versenkt, 1948 gehoben und verschrottet |
| U 352  | VII C  | 28. Aug. 1941    | 9. Mai 1942         | † | Südwestlich von Kap Hatteras durch Wasserbomben des US-Küstenwachbootes USS Icarus versenkt (15 Tote) |
| U 353  | VII C  | 31. März 1942    | 16. Okt. 1942       | † | Im Nordatlantik durch Wasserbomben des britischen Zerstörers Fame versenkt (6 Tote). |
| U 354  | VII C  | 22. Apr. 1942    | 24. Aug. 1944       | † | In der Barentssee nordöstlich des Nordkap beim Angriff auf den Nordmeergeleitzug JW 59 durch Wasserbomben von HMS Mermaid, HMS Peacock, HMS Loch Dunvegan und HMS Keppel versenkt, Totalverlust                                  |
| U 355  | VII C  | 29. Okt. 1941    | 1. Apr. 1944        | ? | Seit dem 4. April 1944 in der Arktischen See vermisst |
| U 356  | VII C  | 20. Dez. 1941    | 27. Dez. 1942       | † | Nördlich der Azoren durch Wasserbomben von St. Laurent, Chilliwack, Battleford und Napanee versenkt, Totalverlust |
| U 357  | VII C  | 18. Juni 1942    | 16. Dez. 1942       | † | Nordwestlich von Irland durch Wasserbomben von Hesperus und Vanessa versenkt, Totalverlust |
| U 358  | VII C  | 15. Aug. 1942    | 1. März 1944        | † | Nördlich der Azoren durch Wasserbomben von HMS Gould, HMS Affleck, HMS Gore und HMS Garlies versenkt (50 Tote) |
| U 359  | VII C  | 5. Okt. 1942     | 26. Juli 1943       | † | In der Karibik, südlich Santo Domingo durch Wasserbomben von amerikanischem Flugzeug versenkt, Totalverlust |
| U 360  | VII C  | 12. Nov. 1942    | 2. Apr. 1944        | † | Südlich der Bäreninsel und nordwestlich Hammerfest beim Angriff auf den Nordmeergeleitzug JW 58 durch Wasserbomben von HMS Keppel versenkt, Totalverlust                                                                         |
| U 361  | VII C  | 18. Dez. 1942    | 17. Juli 1944       | † | Westlich von Narvik durch Wasserbomben von Flugzeug versenkt, Totalverlust |
| U 362  | VII C  | 4. Feb. 1943     | 5. Sep. 1944        | † | In der Karasee nähe Krakovka durch Wasserbomben von sowjetischem Minensucher T 116 versenkt, Totalverlust |
| U 363  | VII C  | 18. März 1943    | 8. Mai 1945         | § | In Narvik erbeutet und am 31. Dezember 1945 anlässlich der Operation Deadlight versenkt |
| U 364  | VII C  | 3. Mai 1943      | 31. Jan. 1944       | † | Im Golf von Biskaya durch Wasserbomben von Flugzeug versenkt, Totalverlust |
| U 365  | VII C  | 8. Juni 1943     | 13. Dez. 1944       | † | Im Arktischen Ozean östlich Jan Mayen, beim Angriff auf den Nordmeergeleitzug RA 62, durch Wasserbomben von Flugzeugen der HMS Campania versenkt, Totalverlust                                                                   |
| U 366  | VII C  | 16. Juli 1943    | 5. März 1944        | † | Im Arktischen Ozean nordwestlich Hammerfest, beim Angriff auf den Nordmeergeleitzug RA 57, durch Wasserbomben von Flugzeugen der HMS Chaser versenkt, Totalverlust                                                               |
| U 367  | VII C  | 27. Aug. 1943    | 13. März 1945       | † | In der Ostsee nahe Hela auf Mine gelaufen, gelegt von sowjetischem U-Boot L 21, Totalverlust. Kommandant war der 25-jährige Hasso Stegemann. Polnische Taucher bereiteten in den Jahren 2003/2004 eine eventuelle Bergung vor.   |
| U 368  | VII C  | 7. Jan. 1944     | 8. Mai 1945         | § | In Wilhelmshaven erbeutet und am 17. Dezember 1945 anlässlich der Operation Deadlight versenkt |
| U 369  | VII C  | 15. Okt. 1943    | 8. Mai 1945         | § | In Kristiansand erbeutet und am 30. November 1945 anlässlich der Operation Deadlight versenkt |
| U 370  | VII C  | 19. Nov. 1943    | 5. Mai 1945         | × | In der Geltinger Bucht selbst versenkt. Wrack 1948 abgebrochen |
| U 371  | VII C  | 15. März 1941    | 4. Mai 1944         | † | Im Mittelmeer nördlich Konstantin durch Wasserbomben von Pride, Joseph E. Cambell, Blankney und französischem Zerstörer Sénégalais versenkt (3 Tote)                                                                             |
| U 372  | VII C  | 19. Apr. 1941    | 4. Aug. 1942        | † | Im Mittelmeer südwestlich Haifa durch Wasserbomben von HMS Sikh, HMS Zulu, HMS Croome, HMS Tetcott und Flugzeug versenkt (keine Toten)                                                                                           |
| U 373  | VII C  | 22. Mai 1941     | 8. Juni 1944        | † | Im Golf von Biskaya westlich Brest durch Wasserbomben von Flugzeug versenkt (4 Tote) |
| U 374  | VII C  | 21. Juni 1941    | 12. Jan. 1942       | † | Im Mittelmeer östlich Kap Spartivento durch Torpedo von britischem U-Boot HMS Unbeaten versenkt (42 Tote) |
| U 375  | VII C  | 19. Juli 1941    | 30. Juli 1943       | † | Nordwestlich Malta durch Wasserbomben von amerikanischem U-Boot-Jäger USS PC-624 versenkt, Totalverlust |
| U 376  | VII C  | 21. Aug. 1941    | 13. Apr. 1943       | ? | Seit 13. April 1943 im Golf von Biskaya vermisst |
| U 377  | VII C  | 2. Okt. 1941     | 17. Jan. 1944       | † | Südwestlich von Irland durch Wasserbomben von HMS Wanderer und HMS Glenarm versenkt, Totalverlust |
| U 378  | VII C  | 30. Okt. 1941    | 20. Okt. 1943       | † | Im Nordatlantik durch Wasserbomben von Flugzeugen der USS Core versenkt, Totalverlust |
| U 379  | VII C  | 29. Nov. 1941    | 8. Aug. 1942        | † | Vor Grönland, südwestlich von Kap Farvel, von HMS Dianthus gerammt und versenkt (40 Tote) |
| U 380  | VII C  | 22. Dez. 1941    | 11. März 1944       | † | In Toulon durch amerikanische Bomber versenkt (1 Toter) |
| U 381  | VII C  | 25. Feb. 1942    | 19. Mai 1943        | ? | Seit 21. Mai 1943 südlich von Grönland vermisst |
| U 382  | VII C  | 25. Apr. 1942    | 23. Jan. 1945       | † | In Wilhelmshaven durch britische Bomber versenkt, am 20. März 1945 gehoben und am 8. Mai 1945 selbst versenkt |
| U 383  | VII C  | 6. Juni 1942     | 1. Aug. 1943        | † | Westlich von Brest durch Wasserbomben von Flugzeug versenkt, Totalverlust |
| U 384  | VII C  | 18. Juli 1942    | 19. März 1943       | † | Südwestlich Island durch Wasserbomben von Flugzeug versenkt, Totalverlust |
| U 385  | VII C  | 29. Aug. 1942    | 11. Aug. 1944       | † | Im Golf von Biskaya von Wasserbomben von Starling und australischem Flugzeug versenkt (1 Toter) |
| U 386  | VII C  | 10. Okt. 1942    | 19. Feb. 1944       | † | Im Nordatlantik durch Wasserbomben von HMS Spey versenkt (33 Tote) |
| U 387  | VII C  | 24. Nov. 1942    | 9. Dez. 1944        | † | In der Barentssee nahe Murmansk, beim Angriff auf den Nordmeergeleitzug RA 62, durch Wasserbomben von HMS Bamborough Castle versenkt, Totalverlust                                                                               |
| U 388  | VII C  | 31. Dez. 1942    | 20. Juni 1943       | † | Vor Grönland südwestlich Kap Farvel durch Wasserbomben von Flugzeug versenkt, Totalverlust |
| U 389  | VII C  | 6. Feb. 1943     | 4. Okt. 1943        | † | Südwestlich Island durch Wasserbomben von Flugzeug versenkt, Totalverlust |
| U 390  | VII C  | 13. März 1943    | 5. Juli 1944        | † | In der Sainebucht im Ärmelkanal durch Wasserbomben von HMS Wanderer und HMS Tavy versenkt (48 Tote) |
| U 391  | VII C  | 24. Apr. 1943    | 13. Dez. 1943       | † | Im Golf von Biskaya, nordwestlich von Kap Ortegal, durch Wasserbomben von Flugzeug versenkt, Totalverlust |
| U 392  | VII C  | 29. Mai 1943     | 16. März 1944       | † | In der Straße von Gibraltar durch Wasserbomben von Affleck und Vanoc versenkt, Totalverlust |
| U 393  | VII C  | 3. Juni 1943     | 4. Mai 1945         | † | In der Ostsee in der Geltinger Bucht durch Bordwaffenbeschuss von Flugzeug versenkt (2 Tote) |
| U 394  | VII C  | 7. Aug. 1943     | 2. Sep. 1944        | † | Südöstlich der Insel Jan Mayen, beim Angriff auf den Nordmeergeleitzug RA 59A, durch Rakete von Flugzeug der HMS Vindex sowie Wasserbomben von HMS Keppel, HMS Whitehall, HMS Mermaid und HMS Peacock versenkt, Totalverlust     |
| U 395  | VII C  |                  |                     |   | Am 10. April 1941 in Auftrag gegeben, Kiellegung 10. Juni 1943. Das U-Boot wurde am 16. Juli 1943 zu Wasser gelassen und während der Ausrüstung durch einen Bombenangriff am 29. Juli 1943 beschädigt, nicht mehr fertiggestellt |
| U 396  | VII C  | 16. Okt. 1943    | 23. Apr. 1945       | ? | Südwestlich der Shetlandinseln von Flugzeug mit Wasserbomben angegriffen. Keine Anzeichen eines Treffers. Boot wird aber seitdem vermisst. Vermutlich Tauchunfall mit Totalverlust.                                              |
| U 397  | VII C  | 20. Nov. 1943    | 5. Mai 1945         | × | In der Geltinger Bucht selbst versenkt |
| U 398  | VII C  | 18. Dez. 1943    | 17. Mai 1945        | ? | Seit 17. April 1945 in der Nordsee vermisst, ereilte möglicherweise das gleiche Schicksal wie U 1017 (Flugzeug), da sie nahe beieinander operierten.                                                                             |
| U 399  | VII C  | 22. Jan. 1944    | 26. März 1945       | † | Im Ärmelkanal nähe Land’s End, durch Wasserbomben von HMS Duckworth versenkt (46 Tote) |
| U 400  | VII C  | 18. März 1944    | 17. Dez. 1944       | † | Nahe Newquay auf eine Mine gelaufen (50 Tote, Totalverlust), Wrack 2006 gefunden |

## U 401–U 450
| Schiff | Klasse       | Indienststellung | Außerdienststellung |   | Bemerkung |
| ------ | ------------ | ---------------- | ------------------- | - | --- |
| U 401  | VII C        | 10. Apr. 1941    | 3. Aug. 1941        | † | Südwestlich von Irland durch Wasserbomben von HMS Wanderer, KNM St. Albans und HMS Hydrangea versenkt, Totalverlust                                                               |
| U 402  | VII C        | 21. Mai 1941     | 13. Okt. 1943       | † | Mitten im Atlantischen Ozean vom akustischen Torpedo eines Flugzeuges der Card versenkt, Totalverlust                                                                             |
| U 403  | VII C        | 25. Juni 1941    | 18. Aug. 1943       | † | In der Nähe von Dakar durch französisches Flugzeug mit Wasserbomben versenkt, Totalverlust                                                                                        |
| U 404  | VII C        | 6. Aug. 1941     | 28. Juli 1943       | † | Im Golf von Biskaya nordwestlich Kap Ortegal durch Wasserbomben von Flugzeugen versenkt, Totalverlust                                                                             |
| U 405  | VII C        | 17. Sep. 1941    | 1. Nov. 1943        | † | Im Nordatlantik von USS Borie gerammt und mit Wasserbomben und Artillerie versenkt, Totalverlust                                                                                  |
| U 406  | VII C        | 22. Okt. 1941    | 18. Feb. 1944       | † | Im Nordatlantik von Wasserbomben durch HMS Spey versenkt (12 Tote) |
| U 407  | VII C        | 18. Dez. 1941    | 19. Sep. 1944       | † | Im Mittelmeer südlich von Milos durch Wasserbomben von Troubridge, Trepsichore und Garland versenkt (5 Tote)                                                                      |
| U 408  | VII C        | 19. Nov. 1941    | 5. Nov. 1942        | † | In der Dänemarkstraße nördlich von Island durch Wasserbomben von Flugzeug versenkt, Totalverlust                                                                                  |
| U 409  | VII C        | 21. Jan. 1942    | 16. Juli 1943       | † | Südlich der Balearen versenkt |
| U 410  | VII C        | 23. Feb. 1942    | 6. Feb. 1944        | † | Bei Bombenangriff im Hafen von Toulon versenkt. Am 22. März 1944 außer Dienst gestellt                                                                                            |
| U 411  | VII C        | 18. März 1942    | 13. Nov. 1942       | † | Westlich der Straße von Gibraltar im Atlantik durch Wasserbomben von Flugzeug versenkt, Totalverlust                                                                              |
| U 412  | VII C        | 29. Apr. 1942    | 22. Okt. 1942       | † | Nordöstlich der Färöerinseln durch Wasserbomben von Flugzeug versenkt, Totalverlust                                                                                               |
| U 413  | VII C        | 3. Juni 1942     | 20. Aug. 1944       | † | Im Ärmelkanal durch Wasserbomben von HMS Wensleydale, HMS Forester und HMS Vidette versenkt (45 Tote)                                                                             |
| U 414  | VII C        | 1. Juli 1942     | 25. Mai 1943        | † | Im Mittelmeer nordwestlich von Tenés durch Wasserbomben von HMS Vetch versenkt, Totalverlust                                                                                      |
| U 415  | VII C        | 5. Aug. 1942     | 14. Juli 1944       | † | Beim Auslaufen aus Brest auf akustische Mine gelaufen (2 Tote) |
| U 416  | VII C        | 4. Nov. 1942     | 12. Dez. 1944       | × | Nach Kollision mit deutschem Minensuchboot M 203 in der Ostsee, nordwestlich von Pillau, gesunken (36 Tote)                                                                       |
| U 417  | VII C        | 26. Sep. 1942    | 11. Juni 1943       | † | Südöstlich von Island durch Wasserbomben von Flugzeug versenkt, Totalverlust |
| U 418  | VII C        | 21. Okt. 1942    | 1. Juni 1943        | † | Im Golf von Biskaya durch Raketen von Flugzeug versenkt, Totalverlust |
| U 419  | VII C        | 18. Nov. 1942    | 8. Okt. 1943        | † | Im Nordatlantik durch Wasserbomben von Flugzeug versenkt (48 Tote) |
| U 420  | VII C        | 16. Dez. 1942    | 26. Okt. 1943       | ? | Seit dem 20. Oktober 1943 im Nordatlantik vermisst |
| U 421  | VII C        | 13. Jan. 1943    | 29. Apr. 1944       | † | Bei Bombenangriff im Hafen von Toulon versenkt |
| U 422  | VII C        | 10. Feb. 1943    | 4. Okt. 1943        | † | Nördlich der Azoren durch Flugzeuge der Card versenkt, Totalverlust |
| U 423  | VII C        | 3. März 1943     | 17. Juni 1944       | † | Nordöstlich der Färöerinseln durch Wasserbomben eines norwegischen Flugzeuges versenkt, Totalverlust                                                                              |
| U 424  | VII C        | 16. Apr. 1943    | 11. Feb. 1944       | † | Südwestlich von Island durch Wasserbomben von Wild Goose und Woodpecker versenkt, Totalverlust                                                                                    |
| U 425  | VII C        | 21. Apr. 1943    | 17. Feb. 1945       | † | In der Barentssee nähe Murmansk durch Wasserbomben von HMS Lark und HMS Alnwick Castle versenkt (52 Tote)                                                                         |
| U 426  | VII C        | 12. Mai 1943     | 8. Jan. 1944        | † | Westlich von Nates versenkt durch Wasserbomben vom australischen Flugboot Short Sunderland Nr. 'U' des 10. Geschwaders RAAF unter Flying Officer J. P. Roberts, Totalverlust      |
| U 427  | VII C        | 2. Juni 1943     | 8. Mai 1945         | A | In Narvik erbeutet und am 21. Dezember 1945 anlässlich der Operation Deadlight versenkt                                                                                           |
| U 428  | VII C        | 26. Juni 1943    | 3. Mai 1945         | × | Überführung nach Italien, Umbenennung in S 1, Rückbenennung nach Italiens Kriegsübertritt. selbst versenkt im Nord-Ostsee-Kanal nahe Audorf                                       |
| U 429  | VII C        | 14. Juli 1943    | 30. März 1945       | † | Bei Luftangriff auf Wilhelmshaven gesunken |
| U 430  | VII C        | 4. Aug. 1943     | 30. März 1945       | † | Bei Luftangriff auf Bremen gesunken |
| U 431  | VII C        | 5. Apr. 1941     | 31. Okt. 1943       | † | Im Mittelmeer vor Algerien durch Wasserbomben eines Flugzeuges versenkt, Totalverlust                                                                                             |
| U 432  | VII C        | 26. Apr. 1941    | 11. März 1943       | † | Im Nordatlantik durch Wasserbomben und Beschuss durch freifranzösische Korvette Aconit versenkt (26 Tote)                                                                         |
| U 433  | VII C        | 24. Mai 1941     | 16. Nov. 1941       | † | Südlich von Málaga durch Wasserbomben und Beschuss durch HMS Marigold versenkt (6 Tote)                                                                                           |
| U 434  | VII C        | 21. Juni 1941    | 18. Dez. 1941       | † | Nördlich von Madeira durch Wasserbomben von Blankney und Stanley versenkt (2 Tote)                                                                                                |
| U 435  | VII C        | 30. Aug. 1941    | 9. Juli 1943        | † | Westlich von Figueira durch Wasserbomben eines Flugzeuges versenkt, Totalverlust                                                                                                  |
| U 436  | VII C        | 27. Sep. 1941    | 26. Mai 1943        | † | Im Nordatlantik westlich Kap Ortegal durch Wasserbomben von HMS Test und HMS Hyderabad versenkt, Totalverlust                                                                     |
| U 437  | VII C        | 25. Okt. 1941    | 4. Okt. 1944        | † | In Bergen durch Bombenangriff im Hafen versenkt, 5. Oktober 1944 gehoben, 1946 abgebrochen                                                                                        |
| U 438  | VII C        | 22. Nov. 1941    | 6. Mai 1943         | † | Nordöstlich von Neufundland durch Wasserbomben von HMS Pelikan versenkt, Totalverlust                                                                                             |
| U 439  | VII C        | 20. Dez. 1941    | 4. Mai 1943         | × | Westlich von Kap Ortegal mit U 659 zusammengestoßen und gesunken (40 Tote) |
| U 440  | VII C        | 24. Jan. 1942    | 31. Mai 1943        | † | Im Nordatlantik westlich Kap Ortegal durch Wasserbomben durch Flugzeug versenkt, Totalverlust                                                                                     |
| U 441  | VII C U-FLAK | 21. Feb. 1942    | 6. Aug. 1944        | † | Im Ärmelkanal durch Wasserbomben von Flugzeug versenkt, Totalverlust |
| U 442  | VII C        | 21. März 1942    | 12. Feb. 1943       | † | Westlich von St. Vincent durch Wasserbomben von Flugzeug versenkt, Totalverlust                                                                                                   |
| U 443  | VII C        | 18. Apr. 1942    | 23. Feb. 1943       | † | Im Mittelmeer, nahe Algier, durch Wasserbomben von HMS Bicester, HMS Lamerton und HMS Wheatland versenkt, Totalverlust                                                            |
| U 444  | VII C        | 9. Mai 1942      | 11. März 1943       | † | Im Nordatlantik durch Wasserbomben und Rammstoß vom britischen Zerstörer Harvester und der freifranzösischen Korvette Aconit versenkt (41 Tote)                                   |
| U 445  | VII C        | 30. Mai 1942     | 24. Aug. 1944       | † | Im Golf von Biskaya durch Wasserbomben von HMS Louis versenkt, Totalverlust |
| U 446  | VII C        | 20. Juni 1942    | 3. Mai 1945         | × | Am 21. September 1942 nahe Kahlberg, Danziger Bucht auf Mine gelaufen (23 Tote) und am 8. November 1942 gehoben. Am 3. Mai 1945 nahe Kiel selbst versenkt, Wrack 1947 abgebrochen |
| U 447  | VII C        | 11. Juli 1942    | 7. Mai 1943         | † | Westlich von Gibraltar, durch Wasserbomben von 2 britischen Flugzeugen versenkt, Totalverlust                                                                                     |
| U 448  | VII C        | 1. Aug. 1942     | 14. Apr. 1944       | † | Nordöstlich der Azoren, durch Wasserbomben von HMCS Swansea und HMS Pelican versenkt (9 Tote)                                                                                     |
| U 449  | VII C        | 22. Aug. 1942    | 24. Juni 1943       | † | Nordwestlich von Kap Ortegal, durch Wasserbomben von Wren, Woodpecker, Kite und Wild Goose versenkt, Totalverlust                                                                 |
| U 450  | VII C        | 12. Sep. 1942    | 10. März 1944       | † | Im Mittelmeer südlich Ostia, durch Wasserbomben von Blankney, Blencathra, Brecon, Exmoor und Madison versenkt, Totalverlust                                                       |

## U 451–U 500
| Schiff        | Klasse | Indienststellung | Außerdienststellung |   | Bemerkung |
| ------------- | ------ | ---------------- | ------------------- | - | --- |
| U 451         | VII C  | 3. Mai 1941      | 21. Dez. 1941       | † | Nahe Tanger, durch Wasserbomben eines britischen Flugzeuges versenkt (44 Tote) |
| U 452         | VII C  | 29. März 1941    | 25. Aug. 1941       | † | Südöstlich von Island, durch Wasserbomben von HMS Vascama versenkt, Totalverlust |
| U 453         | VII C  | 26. Juni 1941    | 21. Mai 1944        | † | Im Mittelmeer südlich Cap Spartivento, durch Wasserbomben von HMS Termagant, HMS Tenacious und HMS Liddesdale versenkt (1 Toter) |
| U 454         | VII C  | 24. Juli 1941    | 1. Aug. 1943        | † | Im Golf von Biskaya, durch Wasserbomben eines australischen Flugzeuges versenkt (32 Tote) |
| U 455         | VII C  | 21. Aug. 1941    | 6. Apr. 1944        | † | vor La Spezia wahrscheinlich durch Minentreffer versenkt, Kommandant und Besatzung gefallen, U-Boot wurde 2005 in ca. 90–123 Meter Wassertiefe entdeckt. |
| U 456         | VII C  | 18. Sep. 1941    | 12. Mai 1943        | † | Im Nordatlantik, während Angriff der HMS Opportune und nach Torpedotreffer von Flugzeug, beim Tauchen gesunken, Totalverlust |
| U 457         | VII C  | 5. Nov. 1941     | 16. Sep. 1942       | † | In der Barentssee nordöstlich Murmansk, durch Wasserbomben von der Impulsive versenkt, Totalverlust |
| U 458         | VII C  | 12. Dez. 1941    | 22. Aug. 1943       | † | Im Mittelmeer südöstlich Pantelleria, durch Wasserbomben von HMS Easton und griechischem Zerstörer Pindos versenkt (8 Tote) |
| U 459         | XIV    | 15. Nov. 1941    | 24. Juli 1943       | † | Nähe Kap Ortegal, durch Wasserbomben von zwei britischen Flugzeugen des Typs Vickers Wellington versenkt, eine wurde von U 459 abgeschossen (19 Tote) |
| U 460         | XIV    | 24. Dez. 1941    | 4. Okt. 1943        | † | Nördlich der Azoren, durch Wasserbomben der Flugzeuge der Card versenkt (62 Tote) |
| U 461         | XIV    | 30. Jan. 1942    | 30. Juli 1943       | † | Nordwestlich von Kap Ortegal, durch australisches Flugboot „U“ der Staffel 461 RAAF,Typ Short Sunderland versenkt (53 Tote). Im selben Angriff wurden auch U-462 und U-504 versenkt. Weitere Angreifer: HALIFAX „B“ von Staffel 502 RAF und LIBERATOR „O“ von Staffel 53 RAF. Die Überlebenden wurden von Woodpecker, einem Schiff der 2 Escort Gruppe aufgenommen |
| U 462         | XIV    | 5. März 1942     | 30. Juli 1943       | × | Angriff nordwestlich von Kap Ortegal, durch HALIFAX „B“ von Staffel 502 RAF und LIBERATOR „O“ von Staffel 53 RAF. Weiterer Beschuss durch britische Sloops Kite, Woodpecker, Woodcock und Wren. Das Boot wurde stark beschädigt und selbst versenkt. 1 Besatzungsmitglied kam ums Leben, 64 Überlebende wurden von Wild Goose, einem Schiff der 2 Escort Gruppe aufgenommen. Die Gefangenen kamen zunächst nach Großbritannien, spätere Überstellung in kanadische Lager. |
| U 463         | XIV    | 2. Apr. 1942     | 16. Mai 1943        | † | Im Golf von Biskaya, durch Wasserbomben eines britischen Flugzeugs vom Typ Handley Page Halifax versenkt, Totalverlust |
| U 464         | XIV    | 30. Apr. 1942    | 20. Aug. 1942       | † | Südöstlich von Island, durch Wasserbomben eines amerikanischen Flugbootes vom Typ PBY Catalina versenkt (2 Tote) |
| U 465         | VII C  | 20. Mai 1942     | 2. Mai 1943         | † | Im Golf von Biskaya, durch Wasserbomben eines australischen Flugzeuges versenkt, Totalverlust |
| U 466         | VII C  | 17. Juni 1942    | 19. Aug. 1944       | × | Am 5. Juli 1944 in Toulon durch Bombenangriff von amerikanischen Flugzeugen schwer beschädigt. Während der Invasion am 19. August selbst versenkt |
| U 467         | VII C  | 15. Juli 1942    | 25. Mai 1943        | † | Südöstlich von Island, durch Torpedo eines amerikanischen Flugzeuges versenkt, Totalverlust |
| U 468         | VII C  | 12. Aug. 1942    | 11. Aug. 1943       | † | Südöstlich der Kapverden, durch Wasserbomben eines britischen Flugzeuges versenkt (44 Tote) |
| U 469         | VII C  | 7. Okt. 1942     | 25. März 1943       | † | Südlich von Island, durch Wasserbomben eines britischen Flugzeuges versenkt, Totalverlust |
| U 470         | VII C  | 7. Jan. 1943     | 16. Okt. 1943       | † | Südwestlich von Island, durch Wasserbomben eines britischen Flugzeuges versenkt (46 Tote) |
| U 471         | VII C  | 5. Mai 1943      | 9. Juli 1963        | A | Am 6. August 1944 im Trockendock von Toulon von amerikanischen Flugzeugen bombardiert. 1945 Beginn der Reparatur und von der französischen Marine 1946 als Millé wieder in Betrieb genommen |
| U 472         | VII C  | 26. Mai 1943     | 4. März 1944        | † | Südöstlich der Bäreninsel, beim Angriff auf den Nordmeergeleitzug RA 57 durch Beschuss der HMS Onslaught und Flugzeug der HMS Chaser versenkt (23 Tote) |
| U 473         | VII C  | 16. Juni 1943    | 6. Mai 1944         | † | Südwestlich von Island, durch Wasserbomben von Starling, Wren und Wild Goose versenkt (23 Tote) |
| U 474         | VII C  |                  |                     |   | Am 20. Januar 1940 in Auftrag gegeben, Kiellegung 28. Dezember 1941. Während eines Luftangriffes am 14. Mai 1943 im Dock gesunken, 1945 gehoben und zu 95 % repariert. Am 3. Mai 1945 selbst versenkt |
| U 475         | VII C  | 7. Juli 1943     | 3. Mai 1945         | × | In Kiel selbst versenkt, 1947 Wrack abgebrochen |
| U 476         | VII C  | 28. Juli 1943    | 25. Mai 1944        | × | Nordwestlich Trondheim durch Flugzeug schwer beschädigt (34 Tote, 21 Überlebende). Boot aufgegeben und durch Torpedo von U 990 versenkt |
| U 477         | VII C  | 18. Aug. 1943    | 3. Juni 1944        | † | Westlich von Trondheim, durch Wasserbomben eines britischen Flugzeuges versenkt, Totalverlust |
| U 478         | VII C  | 8. Sep. 1943     | 30. Juni 1944       | † | Südwestlich der Färöer-Inseln, durch Wasserbomben eines kanadischen Flugzeuges versenkt, Totalverlust |
| U 479         | VII C  | 27. Okt. 1943    | 15. Nov. 1944       | ? | Im Finnischen Meerbusen verschollen |
| U 480         | VII C  | 6. Okt. 1943     | 24. Feb. 1945       | † | Im Ärmelkanal südwestlich der Isle of Wight durch Minenfeld versenkt, Totalverlust |
| U 481         | VII C  | 10. Nov. 1943    | 19. Mai 1945        | A | In Narvik erbeutet und am 30. November 1945 anlässlich der Operation Deadlight versenkt |
| U 482         | VII C  | 1. Dez. 1943     | 25. Nov. 1944       | † | Westlich der Shetlandinseln, durch Wasserbomben von HMS Ascendion versenkt, Totalverlust |
| U 483         | VII C  | 22. Dez. 1943    | 8. Mai 1945         | A | In Trondheim erbeutet und am 16. Dezember 1945 anlässlich der Operation Deadlight versenkt |
| U 484         | VII C  | 19. Jan. 1944    | 9. Sep. 1944        | † | Nordwestlich von Irland, durch Wasserbomben von HMS Portchester Castle und HMS Helmsdale versenkt, Totalverlust |
| U 485         | VII C  | 23. Feb. 1944    | 8. Mai 1945         | A | Besatzung ergab sich in Gibraltar, am 8. Dezember 1945 anlässlich der Operation Deadlight versenkt |
| U 486         | VII C  | 22. März 1944    | 12. Apr. 1945       | † | Nordwestlich von Bergen durch Torpedo vom britischen U-Boot HMS Tapir versenkt, Totalverlust. Das Wrack wurde im März 2013 bei einer Erkundung für eine Pipeline in einer Tiefe von 250 m entdeckt. |
| U 487         | XIV    | 21. Dez. 1942    | 13. Juli 1943       | † | Im Mittelatlantik vom Flugzeug der USS Core versenkt (31 Tote) |
| U 488         | XIV    | 1. Feb. 1943     | 26. Apr. 1944       | † | Westlich von Kap Verde durch die Zerstörer USS Frost, USS Huse, USS Barber und USS Snowden mit Wasserbomben versenkt, Totalverlust |
| U 489         | XIV    | 8. März 1943     | 4. Aug. 1943        | † | Südöstlich von Island durch ein kanadisches Flugboot vom Typ Short Sunderland versenkt (1 Toter) |
| U 490         | XIV    | 27. März 1943    | 12. Juni 1944       | † | Nordwestlich der Azoren durch Wasserbomben von Flugzeugen des US-Geleitflugzeugträgers Croatan und Wasserbomben der US-Geleitzerstörer Frost, Huse, und Inch versenkt (keine Toten) |
| U 491         | XIV    |                  |                     |   | Am 22. September 1942 in Auftrag gegeben, Kiellegung 31. Juli 1943. Bau am 23. September 1944 ausgesetzt. Das U-Boot war zu etwa 75 % fertiggestellt und wurde später abgebrochen |
| U 492         | XIV    |                  |                     |   | Am 22. September 1942 in Auftrag gegeben, Kiellegung 21. August 1943. Bau am 23. September 1944 ausgesetzt. Das U-Boot war zu etwa 75 % fertiggestellt und wurde später abgebrochen |
| U 493         | XIV    |                  |                     |   | Am 22. September 1942 in Auftrag gegeben, Kiellegung 25. September 1943. Bau am 23. September 1944 ausgesetzt. Das U-Boot war zu etwa 75 % fertiggestellt und wurde später abgebrochen |
| U 494         | XIV    |                  |                     |   | Am 22. September 1942 in Auftrag gegeben, Kiellegung 1. November 1943. Bau am 23. September 1944 annulliert, Boot später abgebrochen |
| U 495         | XIV    |                  |                     |   | Am 22. September 1942 in Auftrag gegeben, Kiellegung 12. November 1943. Bau am 23. September 1944 annulliert, Boot später abgebrochen |
| U 496         | XIV    |                  |                     |   | Am 22. September 1942 in Auftrag gegeben, Kiellegung 8. Februar 1944. Bau am 23. September 1944 annulliert, Boot später abgebrochen |
| U 497         | XIV    |                  |                     |   | Am 22. September 1942 in Auftrag gegeben, Kiellegung 14. Dezember 1943. Bau am 23. September 1944 annulliert, Boot später abgebrochen |
| U 498 – U 500 | XIV    |                  |                     |   | Bauauftrag gestrichen |

## Nächste U-Boot-Reihe
- Liste deutscher U-Boote (1935–1945)/U 501–U 750